# Liste der Biografien/Richw
Liste der Biografien |
Portal Biografien |
Personensuche
# |
A |
B |
C |
D |
E |
F |
G |
H |
I |
J |
K |
L |
M |
N |
O |
P |
Q |
R |
S |
T |
U |
V |
W |
X |
Y |
Z |
?
 
Ra |
Rb |
Rd |
Re |
Rh |
Ri |
Rj |
Rk |
Rl |
Rm |
Rn |
Ro |
Rr |
Rs |
Rt |
Ru |
Rv |
Rw |
Rx |
Ry |
Rz
 
Ria |
Rib |
Ric |
Rid |
Rie |
Rif |
Rig |
Rih |
Rii |
Rij |
Rik |
Ril |
Rim |
Rin |
Rio |
Rip |
Riq |
Rir |
Ris |
Rit |
Riu |
Riv |
Riw |
Rix |
Riy |
Riz
 
Rica |
Ricb |
Ricc |
Rice |
Rich |
Rici |
Rick |
Ricl |
Rico |
Ricq |
Rics |
Rict |
Ricu |
Ricz
 
Richa |
Richb |
Richd |
Riche |
Richg |
Richi |
Richl |
Richm |
Richn |
Richo |
Richr |
Richs |
Richt |
Richu |
Richw |
Richz
Die Liste der Biografien führt alle Personen auf, die in der deutschsprachigen Wikipedia einen Artikel haben. Dieses ist eine Teilliste mit 9 Einträgen von Personen, deren Namen mit den Buchstaben „Richw“ beginnt.

## Richw

### Richwi
- Richwien, Markus (* 1985), deutscher Handballspieler
- Richwien, Roland (* 1955), deutscher Politiker (CDU), MdB
- Richwien, Stefan (* 1947), deutscher Hörspielautor
- Richwien, Werner (* 1944), deutscher Geotechniker
- Richwin († 923), Graf von Verdun
- Richwin († 933), Bischof von Straßburg
- Richwin († 1124), Bischof von Toul
- Richwin († 1125), Bischof von Naumburg
- Richwin, Johann, deutscher Jurist, Diplomat, kurkölnischer Rat